# Бочкі (Зґерський повіт)
Бочкі (пол. Boczki) — село в Польщі, у гміні Озоркув Зґерського повіту Лодзинського воєводства.
Населення — 97 осіб (2011).
У 1975—1998 роках село належало до Лодзинського воєводства.

## Демографія
Демографічна структура станом на 31 березня 2011 року:
|          | Загалом | Допрацездатний вік | Працездатний вік | Постпрацездатний вік |
| -------- | ------- | ------------------ | ---------------- | -------------------- |
| Чоловіки | 45      | 7                  | 31               | 7                    |
| Жінки    | 52      | 11                 | 26               | 15                   |
| Разом    | 97      | 18                 | 57               | 22                   |